# Maria Consiglia Addatis
Maria Consiglia Addatis (5. ledna 1845, Neapol – 11. ledna 1900, tamtéž) byla italská řeholnice a zakladatelka řeholní kongregace Služebnic Panny Marie Bolestné. Katolická církev ji uctívá jako ctihodnou.

## Život
Maria Consiglia Addatis původním jménem Emilia Pasqualina se narodila 5. ledna 1845 v Neapoly Paolovy Addatis a Marii Luise Burdò. Byla vychovávána v silné křesťanské víře. Ve 4 letech přišla o oba rodiče a v dětství trpěla pro nedostatek lásky. Jejím duchovním otce po dlouhé roky byl Gabriele M. Rinonapoli. Dne 18. března 1872 v kostele San Carlo alle Mortelle v Neapoli byla přijata do Třetího řádu svatého Františka. Roku 1876 přijala jméno Marie od Svatého Ducha a roku 1872 se třemi společníky se dostaly do Casolla in Nocera Inferiore kde se staraly o sirotky, ve stejném roce byl tento institut přemístěn do nedaleké Nocera Superiore v osadě Portaromana, kde založil klášter Serve di Maria Addolorata. Zemřela 11. ledna 1900 v Neapoly a její ostatky odpočívají v Kostele dell'Addolorata v Neapoli a Portaromana. V současnosti probíhá její kanonizační proces. Dne 26. dubna 2016 byla prohlášena ctihodnou.